# Mikita Kaplenka
Mikita Dzmitryevič Kaplenka (in bielorusso Мікіта Дзмітрыевіч Капленка?; Maladzečna, 18 settembre 1995) è un calciatore bielorusso, centrocampista dell'Atyrau.

## Carriera

### Club
Ha giocato nella prima divisione dei campionati bielorusso e kazako. Inoltre, ha giocato 8 partite nei turni preliminari per l'Europa League, segnando anche un gol.

### Nazionale
Ha giocato nelle nazionali giovanili bielorusse Under-17 ed Under-21.

## Statistiche

### Presenze e reti nei club
Statistiche aggiornate al 26 ottobre 2021.
| Stagione                  | Squadra                   | Campionato                | Campionato | Campionato | Coppe nazionali | Coppe nazionali | Coppe nazionali | Coppe continentali | Coppe continentali | Coppe continentali | Altre coppe | Altre coppe | Altre coppe | Totale | Totale |
| Stagione                  | Squadra                   | Comp                      | Pres       | Reti       | Comp            | Pres            | Reti            | Comp               | Pres               | Reti               | Comp        | Pres        | Reti        | Pres   | Reti   |
| ------------------------- | ------------------------- | ------------------------- | ---------- | ---------- | --------------- | --------------- | --------------- | ------------------ | ------------------ | ------------------ | ----------- | ----------- | ----------- | ------ | ------ |
| 2015                      | Bjaroza-2010              | 1L                        | 26         | 7          | CB              | 2               | 1               |                    | -                  | -                  |             | -           | -           | 28     | 8      |
| 2016                      | Dinamo Minsk              | VL                        | 16         | 0          | CB              | 4               | 0               | UEL                | 4                  | 0                  |             | -           | -           | 24     | 0      |
| 2017                      | Dinamo Minsk              | VL                        | 20         | 0          | CB              | 0               | 0               | UEL                | 0                  | 0                  |             | -           | -           | 20     | 0      |
| 2018                      | Dinamo Minsk              | VL                        | 23         | 0          | CB              | 2               | 1               | UEL                | 3                  | 0                  |             | -           | -           | 28     | 1      |
| 2019                      | Dinamo Minsk              | VL                        | 14         | 0          | CB              | 1               | 0               | UEL                | 1                  | 1                  |             | -           | -           | 16     | 1      |
| Totale Dinamo Minsk       | Totale Dinamo Minsk       | Totale Dinamo Minsk       | 73         | 0          |                 | 7               | 1               |                    | 8                  | 1                  |             | -           | -           | 88     | 2      |
| 2020                      | Tarpeda-BelAZ             | VL                        | 17         | 1          | CB+CB           | 2+1             | 0               |                    | -                  | -                  |             | -           | -           | 20     | 1      |
| gen.-mag. 2021            | Čajka Pesčanopskoe        | 1D                        | 8          | 0          |                 | -               | -               |                    | -                  | -                  |             | -           | -           | 8      | 0      |
| lug.-set. 2021            | Čajka Pesčanopskoe        | 2D                        | 3          | 0          | CR              | 2               | 0               |                    | -                  | -                  |             | -           | -           | 5      | 0      |
| Totale Čajka Pesčanopskoe | Totale Čajka Pesčanopskoe | Totale Čajka Pesčanopskoe | 11         | 0          |                 | 2               | 0               |                    | -                  | -                  |             | -           | -           | 13     | 0      |
| set. 2021-2022            | Volgar' Astrachan'        | 1D                        | 6          | 0          |                 | -               | -               |                    | -                  | -                  |             | -           | -           | 6      | 0      |
| Totale carriera           | Totale carriera           | Totale carriera           | 133        | 8          |                 | 14              | 2               |                    | 8                  | 1                  |             | -           | -           | 155    | 11     |